# Adelognathus aciculatus
Adelognathus aciculatus är en stekelart som beskrevs av Thomson 1883. Adelognathus aciculatus ingår i släktet Adelognathus och familjen brokparasitsteklar. Arten är reproducerande i Sverige. Inga underarter finns listade i Catalogue of Life.